# Cryptocaris hootchi
Cryptocaris hootchi – wymarły gatunek łopatonoga z rodziny Tesnusocarididae. Został po raz pierwszy opisany przez Fredericka R. Schrama w 1974 roku. Jest to jedyny odkryty gatunek z rodzaju Cryptocaris Jego skamieliny odnaleziono w stanie Illinois w USA, datowane są na środkowy pensylwan.